# Соломин, Валерий Павлович
Валерий Павлович Соломин (род. 30 июля 1951) — ректор Российского государственного педагогического университета им. А. И. Герцена (2011—2016).

## Биография
Родился 30 июля 1951 года в Ленинградской области.
В 1978 году окончил факультет естествознания ЛГПИ им. А. И. Герцена (ныне — Российский государственный педагогический университет имени А. И. Герцена).
После окончания института продолжил обучение в аспирантуре, в 1982 году защитил диссертацию на соискание учёной степени кандидата педагогических наук по специальности 13.00.02, тема «Система селекционных понятий и их развитие в курсе общей биологии 10 класса».
Занимал должности заведующего полевыми практиками, заместителя декана, декана института естествознания.
С 1987 года — проректор по учебной работе ЛГПИ имени А. И. Герцена, с переименованием вуза соответственно — РГПУ имени А. И. Герцена.
В 2000 году защитил диссертацию на соискание учёной степени доктора педагогических наук, специальность 13.00.08, тема «Теория и практика многоуровневого естественнонаучного образования в системе педагогического университета».
В марте 2011 года на альтернативных выборах избран ректором РГПУ имени А. И. Герцена. Сменил в этой должности Г. А. Бордовского, занимавшего пост ректора с 1986 по 2011 годы.
В соответствии с пунктом 2 статьи 77 Трудового кодекса Российской Федерации и в связи с истечением срока трудового договора, заключённого Минобрнауки России 14 апреля 2011 г. № 15/73, полномочия Соломина Валерия Павловича как ректора федерального государственного бюджетного образовательного учреждения высшего образования «Российский государственный педагогический университет им. А. И. Герцена» окончились 14 апреля 2016 года.

## Профессиональная деятельность
Специалист в области дидактики естествознания и управления образованием. Основные работы посвящены проблемам методики преподавания биологии и экологии, устойчивого развития и безопасности жизнедеятельности человека, методологии многоуровневого естественнонаучного образования, менеджмента образовательных систем и проектов.
Действительный член Русского географического общества.

## Награды
- Медаль ордена «За заслуги перед Отечеством» I степени[4]
- Медаль ордена «За заслуги перед Отечеством» II степени
- Премия Правительства Российской Федерации в области образования 2013 года (12 ноября 2013) — за цикл трудов «Методология и технологии вузовской подготовки обучающихся к инновационной деятельности»
- Орден «За заслуги в образовании» МАНЭБ
- Медаль «В память 300-летия Санкт-Петербурга»
- Медаль К. Д. Ушинского Министерства образования и науки Российской Федерации
- Медаль «Лауреат ВВЦ»
- Медаль РГПУ имени А. И. Герцена «В память 60-летия Победы в Великой Отечественной войне»
- Медаль ФНПР «100 лет профсоюзам России»
- Медаль «За верность Северу» АК МН Севера, Сибири и Дальнего Востока РФ
- Медаль «Академик В. А. Роббек» АК МНС (Якутия)
- Медаль «За особые заслуги» Профессиональной академии Хайденхайма (Германия)
- Юбилейная медаль РПЦ «В память 200-летия победы в Отечественной войне 1812 года»
- Почётная медаль «За сотрудничество» Трнавского университета (Словакия)
- Памятная медаль «За вклад в развитие информационного общества» НС по информатизации Санкт-Петербурга
- Почётный знак Республики Саха (Якутия) «380 лет Якутия с Россией»
- Нагрудный знак МЧС России «За заслуги» (дважды)
- Павловский серебряный знак МАН
- Почётный знак Святой Татьяны степени «Наставник молодежи» Санкт-Петербургской епархии